# Ragin' Cajuns de Louisiane
Pour les articles homonymes, voir Ragin.
Les Ragin' Cajuns de la Louisiane (en anglais : Louisiana Ragin' Cajuns) sont un club omnisports universitaire de l'université de Louisiane à Lafayette à Lafayette (Louisiane). 
Les équipes des Ragin' Cajuns participent aux compétitions universitaires organisées par la National Collegiate Athletic Association et évoluent dans la Sun Belt Conference.